# Göteborgs Köpmansbank
Göteborgs Köpmansbank var en affärsbank som grundades i Göteborg 1873. Banken var en av de mindre svenska affärsbankerna och köptes slutligen upp av Skånes Enskilda Bank år 1904.